# José Pedro Young
José Pedro Young  (Mercedes, Soriano, Uruguay, 11 de agosto de 1910 –  Montevideo 25 de noviembre de 1976) fue un futbolista uruguayo. Jugaba de centrodelantero y llegó a ser internacional con su selección. En su paso por la Argentina se convirtió en el jugador con mejor promedio de gol por partido en el Club Ferro Carril Oeste.

## Trayectoria
Su primer club fue el Peñarol de Mercedes a finales de la década del 20 con una condición que lo destacaba plenamente: una patada de mula, como se decía entonces, para pegarle a la pelota. Luego de gestiones directrices comandadas por el Arq. Juan Scasso e iniciadas en 1931 por el presidente del club, Ing. Luis Giorgi, los aurinegros de Soriano otorgaron el concentimiento del pase, el 6 de marzo de 1932, para Peñarol afincado en Pocitos, luego de una práctica en donde Young jugó con zapatos de calle.
Después de cuatro meses de entrenamientos, cuatro partidos en la reserva convirtiendo goles en todos ello, el 9 de julio de 1932 debutó en el primero con Braulio Castro y Lorenzo Fernández en el ala derecha y Ruggero y Arremón en la izquierda, enfrentando a Defensor. Desde ese momento llenó toda una época del fútbol uruguayo a fuerza de cañonazos y goles de todo tipo: desde la mitad de la cancha, el de la colgada, los 33 tantos como el artillero en la Copa Uruguaya de 1933 que luego quebraría Fernando Morena 42 años más tarde y la anotación permanente durante 15 partidos consecutivos.
Fue cuatro veces Campeón Uruguayo (1932-35-36 y 37).

## En Ferro Carril Oeste y después
El Tigre Young pasó a Ferro Carril Oeste para el campeonato argentino de 1935. Debutó el 11 de agosto de ese año, en un partido que Racing ganó 1-0. Jugó en Ferro hasta noviembre de 1936, sumando un total de 18 partidos con 19 goles.
En 1937 volvió a Peñarol y al año siguiente retornó a Buenos Aires para jugar en Chacarita Juniors. Más tarde jugó en Sud América, de Montevideo (1939-41), y finalizó su carrera en Colón (1942), también de Montevideo, invitado por su compañero y amigo Braulio Castro. Volvió al fútbol de Primera División con Progreso en el año 1946.

## Selección nacional
Ha sido internacional rojo con la selección de Uruguay cuando esta en 1933 vistió con ese color.

## Clubes
| Club                | País      | Año       |
| ------------------- | --------- | --------- |
| Peñarol de Mercedes | Uruguay   | 1929-1931 |
| Peñarol             | Uruguay   | 1932-1938 |
| Ferro Carril Oeste  | Argentina | 1938      |
| Peñarol             | Uruguay   | 1938      |
| Chacarita Juniors   | Argentina | 1939      |
| Sud América         | Uruguay   | 1939-1941 |
| Colón               | Uruguay   | 1942      |
| Progreso            | Uruguay   | 1946      |

## Palmarés

### Campeonatos nacionales
| Título                  | Club    | País    | Año  |
| ----------------------- | ------- | ------- | ---- |
| Campeonato Uruguayo (1) | Peñarol | Uruguay | 1932 |
| Campeonato Uruguayo (2) | Peñarol | Uruguay | 1935 |
| Torneo Competencia      | Peñarol | Uruguay | 1936 |
| Campeonato Uruguayo (3) | Peñarol | Uruguay | 1936 |
| Campeonato Uruguayo (4) | Peñarol | Uruguay | 1937 |

### Distinciones individuales
| Distinción                                         | Año  |
| -------------------------------------------------- | ---- |
| Máximo goleador del Campeonato Uruguayo (33 goles) | 1933 |